# Морнарички истражитељи (9. сезона)
Девета сезона амерички полицијско-процедуралне драме Морнарички истражитељи је емитована од 20. септембра 2011. до 15. маја 2012. године на каналу ЦБС.

## Опис
Главна постава се у овој сезони није мењала.

## Улоге

### Главне
- Марк Хармон као Лерој Џетро Гибс
- Мајкл Ведерли као Ентони Динозо мл.
- Коте де Пабло као Зива Давид
- Поли Перет као Ебигејл Шуто
- Шон Мареј као Тимоти Мекги
- Роки Керол као Леон Венс
- Дејвид Мекалум као др Доналд Малард

### Епизодне
- Саша Александер као Кејтлин Тод (Епизода 14)
- Лорен Холи као Џенифер Шепард (Епизода 14)
- Брајан Дицен као Џејмс Палмер (Епизоде 1-3, 6, 8, 11, 13-14, 20, 23-24)

## Епизоде
| Бр. у серији | Бр. у сезони | Назив                              | Редитељ           | Сценариста                                                  | Пpемијерно емитовање | Пpод. код | Бр. гледалаца (у милионима) |
| --- | ------------ | ---------------------------------- | ----------------- | ----------------------------------------------------------- | -------------------- | --------- | --------------------------- |
| 187 | 1            | "Природа звери (5. део)"           | Тони Вармби       | Гери Гласберг                                               | 20. септембар 2011.  | 903       | 19.96                       |
| Тони је упуцан и не може да се сети због чега. Он мора а ради заједно са Гибсом и др. Кренстон да препозна нападача. |              |                                    |                   |                                                             |                      |           |                             |
| 188 | 2            | "Немир"                            | Џејмс Вајтмор мл. | Стивен Д. Бајндер                                           | 27. септембар 2011.  | 902       | 19.51                       |
| Војник по имену Томас Хил се срушио на прослави у својој кући поводом свог повратка, пошто је био дрогиран и убоден пре доласка. Док екипа МЗИС-а почиње да копа по његовој прошлости, они сазнају да је Хилова усвојена сестра двадесетседмогодишња преваранткиња која је побегла од дома својих удомитеља недуго пре свог "осамнаестог" рођендана и да крије мрачну тајну иза своје преваре. У међувремену, Тони почиње да осећа кајање због зезања док је био у интернату и тражи Макгијеву помоћ да би се поправио. Ипак, на крају епизоде је откривено да је Тони био жртва зезања, а не онај који је зезао. |              |                                    |                   |                                                             |                      |           |                             |
| 189 | 3            | "Пенелопини папири"                | Арвин Браун       | Никол Мирант-Метјуз                                         | 4. октобар 2011.     | 901       | 19.35                       |
| МЗИС-у је додељен случај Пола Бута, војног поручника који је убијен у парку након што је разговарао са својом трудном женом. Током поступка, Мекгијева посетница из његових дана у Норфолку је пронађена у жртвином џепу, остављајући Мекгија збуњеног јер се никад није упознао са жртвом. Бут је био пријатељ Мекгијеве бабе по мајци Пенелопи Кренстон, која је развила истраживачки пројекат за војску познат као Водећи принципи пре краја Вијетнамског рата. Водећи принцип је тада угашен на четири године пре него што је поново покренут. Ту се користе посебно оплођене гусенице као као основа за генетску инжењерско-биохемијску кугу. За Бутовог убицу је откривено да је Макс Елсвуд, један од изворних истраживача Водећих принципа, који је уби поручника кад је Бут хтео да изнесе програм у штампу. На крају епизоде, Мекги и његова баба причају како их Гибс подесћа на Мекгијевог оца. Мекги на крају одлучује да позове свог оца са којим није разговарао седам година. У међувремену, Џими Палмер се бори са плановима око свог предстојећег венчања.              |              |                                    |                   |                                                             |                      |           |                             |
| 190 | 4            | "Непријатељ на путу"               | Денис Смит        | Џорџ Шенк и Френк Кардеа                                    | 11. октобар 2011.    | 904       | 18.98                       |
| Екипа МЗИС-а мора да заштити војног поручника-командира кад су сазнали да атентатор покушава да га убије. Еби одлучује да донира бубрег. |              |                                    |                   |                                                             |                      |           |                             |
| 191 | 5            | "Сигурна лука"                     | Теренс О’Хара     | Рид Штајнер и Кристофер Џ. Вејлд                            | 18. октобар 2011.    | 905       | 19.41                       |
| Ебигејл Борин се враћа из у МЗИС кад је подофицир Обалске страже Купер упуцан док је ишао у инспекцију долазећег пловила. Екипа МЗИС-а открива да је либанска породица која је тражила азил била на броду. Док Зива почиње да се повезује са породицом, докази указују да је Купер упуцан муницијом која је продата либанскоој влади, па Гибс почиње да сумња на политичку везу. МЗИС открива да је Купер био убијен да би се брод натерао да се усидри у Норфолк, где би бомба на броду била детонирана, уништавајући пола Норфолкшке војне базе. План је смислио Хаким, један од тражилаца азила, као освету за смрт своје сестре током ваздушног напада током Либанског грађанског рата. Ипак, његова мајка је успела да га одговори од тога. У међувремену, забринути јер је сам, екипа покушава да пронађе савршену девојку за Гибса, али кад су се одлучили за једно кандидаткињу, Гибс открива да је већ био с' њом, али је раскинуо јер је "савршено досадно". Такође даје до знања да није сам, говорећи Зиви да је гледа као своје "дете" и као исход тога никад неће бити сам. |              |                                    |                   |                                                             |                      |           |                             |
| 192 | 6            | "Жеђ"                              | Томас Џ. Врајт    | Скот Вилијамс                                               | 25. октобар 2011.    | 906       | 19.43                       |
| Случај МЗИС-а се мења из случајне смрти у убиство кад је откривено да је војни поручник умро од присилне прехидрације. Екипа открива да је жртва, Џејсон Симс, дрогирана екстазијем, узрокујући неколико дехидрација, што га је натерало да прехидрира и отрује водом. Кад је друга жртва, Алкот, пронађена везана за дрво и такође отрована водом, МЗИС схвата да су и Симс и Алкот имали пропале бракове и да су били чланови програма за пружање помоћи и мете серијског убице. У међувремену, Гибс упознаје Дакијеву нову симпатију, Мери, жену коју је упознао преко интернета. Мекги открива да је Мери повезана са истим програмом као и Џејсон и Алкот и да је одговорна за њихове смрти. Даки је згрожен својом погрешном проценом Мери, осећајући се кривим што није видео њену обману раније. |              |                                    |                   |                                                             |                      |           |                             |
| 193 | 7            | "Ђавољи троугао"                   | Лесли Либман      | Стивен Д. Бајндер и Рид Штајнер                             | 1. новембар 2011.    | 907       | 19.71                       |
| Гибсу и Форнелу се обраћа њихова иста бивша жена Дајен кад је њен тренутни муж нестао под сумњивим околностима. Случај изазива гужву у екипи МЗИС-а јер они желе да сазнају нешто више о Гибсовом прошломживоту што њега надражује. |              |                                    |                   |                                                             |                      |           |                             |
| 194 | 8            | "Верени (1. део)"                  | Џејмс Вајтмор мл. | Џина Лучита Монтреал                                        | 8. новембар 2011.    | 908       | 20.38                       |
| Авион Ц-300 који је носио тела погинулих војника из Авганистана се срушио. Екипа се напреже до максимума јер је МЗИС-у дато двадесетчетири часа да препозна тела пре него што буду предата породицама, али сложености настају кад једно од тела не може да се препозна, а поручник прве класе Габријела Флорес, војникиња која је наводно погинула у нападу на тамошњу школу, није међу телима. Приступајући сателитском снимку бомбардовања, екипа открива да је Флоресова још жива, након што је покушала да спасе две девојчице - али неколико тренутака касније је заробљавају побуњеници. Макги и Еби закључују да су неке наставнице у тој школи побуњенице и талибанске терористкиње које је убацила мала, али јако опасна терористичка ћелија у школу. Епизода са завршава кад се екипа МЗИС-а спрема за мисију ослобађања Флоресове. Случај утиче на екипу више на личном нивоу, поготово на Гибса који се сећа времена кад је био у војсци док се Тони осврће на то како живот брзо прође.                                                                                      |              |                                    |                   |                                                             |                      |           |                             |
| 195 | 9            | "Верени (2. део)"                  | Тони Вармби       | Гери Гласберг                                               | 15. новембар 2011.   | 909       | 20.00                       |
| Гибс и Зива путују у Авганистан у потрагу за Габријелом Флорес. Флоресова је успешно спашена, али њен надређени је убијен у току поступка. У Вашингтону, Тони открива да жена која је држала Флоресову као таоца има брата, студента на универзитету у Вашингтону и да су обоје чланови истог терористичког скупа. Екипа наставља да испитује брата и сестру, али без успеха. Гибс, уз Венсову помоћ, узима ствари у своје рука док се екипа трка против времена да сазна који је следећи потез терориста. Динозо покушава да преброди један од својих страхова док се Гибсу враћа болно сећање из дана кад је као млад мобилисан. |              |                                    |                   |                                                             |                      |           |                             |
| 196 | 10           | "Очеви греси"                      | Арвин Браун       | Џорџ Шенк и Френк Кардеа                                    | 22. новембар 2011.   | 910       | 18.49                       |
| Тонијев отац се буди и проналази тело у гепеку кола и не сећа се претходне вечери. Тони је искључен из истраге на његово негодовање. Након ослобађања Диноза ст., екипа мора да сазна ко га је дрогирао и зашто. Епизода се завршава кад обојица Диноза проводе Дан захвалности код Гибса кући. |              |                                    |                   |                                                             |                      |           |                             |
| 197 | 11           | "Новорођени краљ"                  | Денис Смит        | Кристофер Џ. Вејлд                                          | 13. децембар 2011.   | 911       | 19.13                       |
| Кад је војни капетан убијен у хотелском апартману, екипа МЗИС-а мора да пронађе и заштити његову трудну дружбеницу од непознатих атентатора. Екипа мора да се бори са лошим временским условима и да ради на Бадње вече док у штабу, Џимија нервира његов будући таст. |              |                                    |                   |                                                             |                      |           |                             |
| 198 | 12           | "Кућна помоћница"                  | Теренс О’Хара     | Скот Вилијамс                                               | 3. јануар 2012.      | 912       | 19.81                       |
| Истрага смрти војног командира доводи екипу МЗИС-а до Е. Џ. Берет да поново отвори истрагу агента Стретона. |              |                                    |                   |                                                             |                      |           |                             |
| 199 | 13           | "Очајник"                          | Лесли Либмен      | Никол Мирант-Метјуз                                         | 10. јануар 2012.     | 913       | 21.03                       |
| Екипа МЗИС-а истражује смрт војног поручника чије је тело пронађено на градилишту. |              |                                    |                   |                                                             |                      |           |                             |
| 200 | 14           | "Живот пред очима"                 | Тони Вармби       | Гери Гласберг                                               | 7. фебруар 2012.     | 914       | 20.98                       |
| Током навикнутог свраћања у ресторан на јутарњу кафу, Гибс је упуцан. Он се одједном проналази у спектралној верзији ресторана где види разне ликове из прошлости и садашњости, и живе и мртве. Појава Кејтлин Тод и Џенифер Шепард. |              |                                    |                   |                                                             |                      |           |                             |
| 201 | 15           | "Тајне"                            | Лесли Либмен      | Стивен Д. Бајндер                                           | 14. фебруар 2012.    | 915       | 19.59                       |
| Кад је војни капетан пронађен мртав са необичним костимом испод униформе, Тони мора да ради са својом бившом вереницом да би пронашао убицу. |              |                                    |                   |                                                             |                      |           |                             |
| 202 | 16           | "Нервни слом"                      | Денис Смит        | Синопсис: Рид Штајнер Сценарио: Гери Гласберг и Рид Штајнер | 21. фебруар 2012.    | 916       | 19.29                       |
| Др. Роберт Бенкс, промискуитетни војни психолог, је пронађен мртав наводно се убио. Гибс и његова екипа истражују свет психолошког рата кад се др. Саманта Рајан, вођа Психолошких операција, поново појављује да одговори на питање или пружи податак и помогла на случају. |              |                                    |                   |                                                             |                      |           |                             |
| 203 | 17           | "Морам да знам"                    | Мајкл Мекларен    | Џорџ Шенк и Френк Кардеа                                    | 28. фебруар 2012.    | 917       | 18.20                       |
| Кад је подофицир Вајли убијен пре него што је стигао да изнесе податке о непознатом трговцу оружјем Аги Бајару, Гибс одмах преузима случај. |              |                                    |                   |                                                             |                      |           |                             |
| 204 | 18           | "Рећи"                             | Томас Џ. Врајт    | Џина Лучита Монтреал                                        | 20. март 2012.       | 918       | 19.05                       |
| Кад се десила пуцњаава на семинару док где су Гибс и Тони били као обезбеђење, Гибс мора да ради и са секретаром морнарице и са др. Самантом Рајан да би сазнао ко је открио строго поверњиве податке, а Макги мора да искористи своје вештине против недостижног и вештог хакера. |              |                                    |                   |                                                             |                      |           |                             |
| 205 | 19           | "Добар син"                        | Теренс О’Хара     | Никола Мирант-Метјуз и Скот Вилијамс                        | 27. март 2012.       | 919       | 18.67                       |
| Током истраге подофицирове смрти екипу води шурак директора Венса. |              |                                    |                   |                                                             |                      |           |                             |
| 206 | 20           | "Мисионарска поза"                 | Арвин Браун       | Алисон Абнер                                                | 10. април 2012.      | 920       | 17.66                       |
| Након што је тело војног поручника пало с' неба, Тони помаже Зиви и њеној менторки Моник да пронађу несталог војног капетана у Колумбији. Џими Палмер бира кума за венчање. |              |                                    |                   |                                                             |                      |           |                             |
| 207 | 21           | "Распламсавање (1. део)"           | Марк Хоровиц      | Кристофер Џ. Вејлд и Рид Штајнер                            | 17. април 2012.      | 921       | 18.08                       |
| МЗИС је позван кад је Балтиморско ватрогасно одељење пронашло поверљиве војне папире поред костура кад је угасило пожар у складишту. Тони, бивши детеквир Балтиморског СУП-а, се враћа на свој ранији терен и сусреће се са неким из прошлости. |              |                                    |                   |                                                             |                      |           |                             |
| 208 | 22           | "Играње с' ватром (2. део)"        | Денис Смит        | Џорџ Шенк и Френк Кардеа                                    | 1. мај 2012.         | 922       | 17.58                       |
| Након пожарног напада на амерички брод "Пивница" екипа МЗИС-а открива да је то изазвао исти експлозив од раније. |              |                                    |                   |                                                             |                      |           |                             |
| 209 | 23           | "Горе у диму (3. део)"             | Џејмс Вајтмор мл. | Стивен Д. Бајндер                                           | 8. мај 2012.         | 923       | 18.20                       |
| Кад је буба пронађена у зубу пробног агента Неда Дорнегета, екипа креће свим снагама да ухапси Харпера Диринга. |              |                                    |                   |                                                             |                      |           |                             |
| 210 | 24           | "Док нас смрт не растави (4. део)" | Тони Вармби       | Гери Гласберг                                               | 15. мај 2012.        | 924       | 19.05                       |
| Планови за венчање Џимија Палмера су прекинути кад су њега и његове сараднике у МЗИС-у напали терористи. |              |                                    |                   |                                                             |                      |           |                             |

## Снимање
Mорнарички истражитељи су обновљени за девету сезону 2. фебруара 2011.

## Гледаност
Mорнарички истражитељи су котирани на трећем месту са укупно 19,49 милиона гледалаца за америчку телевизијску сезону 2011–12.